# Estadio Efraín Tijerino
Estadio Efraín Tijerino – wielofunkcyjny stadion w mieście Chinandega w Nikaragui. Jest obecnie używany głównie dla meczów baseballu oraz piłki nożnej. Swoje mecze rozgrywa na nim drużyna baseballowa Tigres del Chinandega oraz piłkarska Chinandega FC. Stadion może pomieścić 8 000 widzów.